# Уйчинский район
Уйчинский район (тума́н; узб. Uychi tumani / Уйчи тумани) — район в Наманганской области Узбекистана. Административный центр — городской посёлок Уйчи. Район был создан в 27 июне 1935 года. Общая площадь 309,8 км². Население 232 407 человек. Район граничит с востока с Учкурганским, с севера Чартакским районами, с юга Нарынским, с запада с городом Наманган, с северо-востока граничит на протяжении 14,2 км с Киргизией.
Район состоит из 56 махаллинских сходов граждан.
На территории района расположены 7 кишлаков, 3 городских поселения и в них живут в сельской местности 130,6 тыс. человек, в городских поселениях 53,4 тыс. человек. Основную часть населения составляют узбеки. На 1 км² приходится 750 человека.
Национальный состав: узбеки 211,4 тыс. человек, киргизы 1300 человек. По численности населения Уйчинский район находится на 2 месте в Наманганской области.
В районе есть 5 малый промышленных зон: Ёркатай, Овчибулок, Кумтепа, Юксалиш и Янгиер. В промышленных предприятия, в них производят шелк, бязь, хлопковую нить, материалы, железобетон, нетканые материалы и другая продукция. В районе есть 18 птицеводческое хозяйство.

## История
Уйчинский район был образован в 1935 году. В 1938 году вошёл в состав Ферганской области. В 1941 году отошёл к Наманганской области.
В 1960 году передан в Андижанскую область. В 1963 году упразднён. В 1967 году восстановлен и возвращён в Наманганскую область.

## Административно-территориальное деление
По состоянию на 1 января 2011 года, в состав района входят:
12 городских посёлков:
1. Ахси,
2. Бирлашган,
3. Буёган,
4. Гайрат,
5. Джидакапа,
6. Машад,
7. Ровот,
8. Соку,
9. Уйчи,
10. Унхаят,
11. Файзиобод,
12. Чуртук.

8 сельских сходов граждан:
1. Бирлашган,
2. Гайрат,
3. Джидакапа,
4. Машад,
5. Тешиктош,
6. Уйчи,
7. Яркатай,
8. Яркурган.